# كيفن باول (لاعب كرة قدم كندية)
كيفن باول هو لاعب كرة قدم كندية كندي، ولد في 13 سبتمبر 1955 في ترايل في كندا.